# Manfredi di Sicilia
Manfredi di Hohenstaufen, o Manfredi di Svevia o Manfredi di Sicilia (1232 – Benevento, 26 febbraio 1266), è stato l'ultimo sovrano Hohenstaufen del Regno di Sicilia. Figlio naturale, successivamente legittimato, dell'imperatore Federico II di Svevia e di Bianca Lancia, fu reggente per il nipote Corradino dal 1254, poi re di Sicilia dal 1258. Morì durante la battaglia di Benevento, sconfitto dalle truppe di Carlo I d'Angiò.

## Biografia

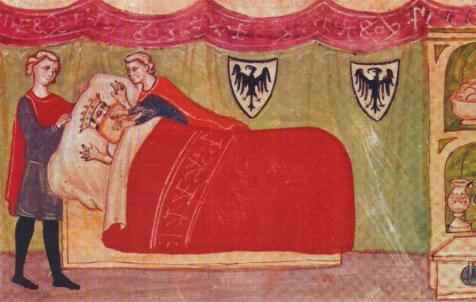
Manfredi soffoca il padre, secondo una leggenda riportata dal Villani; miniatura della Nova Cronica di Giovanni Villani.

Era figlio naturale di Federico II di Svevia e di Bianca Lancia d'Agliano, sposata poco prima della sua morte dall'imperatore rimasto vedovo di Isabella d'Inghilterra, e quindi pienamente legittimato, malgrado la Curia romana disconoscesse quel vincolo matrimoniale, mossa com'era dal suo profondo odio per la casa di Hohenstaufen. Studiò a Parigi e a Bologna; dal padre apprese l'amore per la poesia e per la scienza, amore che mantenne da re. Si narra che l'imperatore avesse avuto una particolare predilezione fra tutti i suoi figli verso Manfredi ed Enzo, entrambi nati da relazioni extra-coniugali.
Manfredi contrasse due matrimoni: con il primo, alla fine del 1248 o all'inizio del 1249 sposò Beatrice di Savoia, figlia del conte Amedeo IV di Savoia e di Margherita di Borgogna; in seconde nozze, Il 2 giugno 1259 si unì con Elena Ducas Comneno, figlia del despota d'Epiro Michele II.
La corte fu itinerante, come nell'uso svevo, e il sovrano privilegiò come dimore il castello di Trani, il palazzo di Lucera e quello di Foggia, in Capitanata, in quanto di fatto centri operativi e amministrativi istituiti da Federico II, e soggiornò sovente presso il castello di San Gervasio in Basilicata, importante marescallia imperiale.

### La reggenza in Sicilia

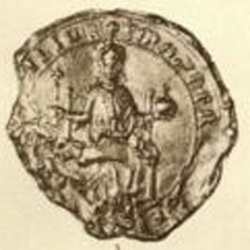
Sigillo di Manfredi

Manfredi, dopo la morte di Federico II avvenuta il 13 dicembre 1250, ebbe per testamento feudi di essenziale importanza per il controllo della Puglia, regione resa centrale durante il regno di Federico; tra questi erano compresi il Principato di Taranto e le contee di Tricarico, Montescaglioso e Gravina, territori che coprivano vaste aree tra la fonte del fiume Bradano presso Lagopesole fino a Polignano sulla costa adriatica. Federico gli affidò inoltre la luogotenenza in Italia, in particolare quella del Regno di Sicilia, finché non fosse giunto l'erede legittimo, il fratellastro di Manfredi Corrado IV, che in quel momento era impegnato in Germania.
Il giovane sovrano si trovò in una situazione assai difficile per le molte ribellioni scoppiate nel Regno e fomentate da papa Innocenzo IV, il quale, secondo gli accordi di Melfi del 1059, era alto sovrano del Regno di Sicilia, quindi sotto il vassallaggio dalla Santa Sede. Manfredi agì con energia per ristabilire il dominio svevo e riuscì a ricondurre all'obbedienza varie città ribelli, ma non Napoli; in questa impresa fu aiutato dallo zio Galvano Lancia. Tentò anche di giungere a un accordo con Innocenzo IV, ma non arrivò a nulla (si pensa che volesse farsi investire del Regno dal papa).
Nell'ottobre 1251 Corrado scese in Italia e nel gennaio 1252 sbarcò a Siponto, proseguendo insieme al fratello nella pacificazione del regno. Nell'ottobre 1253 Napoli, infine, cadde nelle mani di Corrado, che ben presto era divenuto sospettoso e ostile verso Manfredi, il quale dovette rinunciare a tutti i feudi minori e accettare anche la diminuzione della sua autorità nel principato di Taranto. Il 21 maggio 1254 Corrado morì di malaria, lasciando il figlio Corradino (ancora bambino e rimasto in Germania) sotto la tutela del papa e nominando governatore del regno il marchese Bertoldo di Hohenburg. Il reggente inviò un'ambasciata, di cui faceva parte anche Manfredi, a trattare con il pontefice ad Anagni. Il tentativo di abboccamento fallì e Bertoldo rinunciò alla carica, lasciando campo libero a Manfredi, che riprese il controllo del Regno di Sicilia. Dichiarato dal papa l'usurpatore di Napoli, Manfredi fu scomunicato nel luglio del 1254.

### Lo scontro con il papato
Il papato, che continuava a non vedere di buon occhio l'insediamento della casa imperiale di Svevia nel Regno di Sicilia, si accinse a occupare il regno con un esercito, essendo quel territorio proprio vassallo, in quanto la casa di Svevia era erede degli Altavilla primi beneficiari della concessione del Regno. In questo contesto Manfredi si trovò subito in chiaro dissidio con il pontefice; grazie però alla fine abilità diplomatica ereditata dal padre, concluse con il pontefice un accordo, accettando l'occupazione pontificia con una semplice riserva dei diritti di Corradino e propri: fu assolto dalla scomunica, investito dal pontefice del principato di Taranto (27 settembre 1254) e degli altri suoi feudi e nominato vicario della Chiesa nella maggior parte del Regno. La Campania venne però occupata dalle truppe pontificie.
L'11 ottobre 1254, presso il ponte del fiume Verde (l'attuale Liri), a Ceprano, Manfredi prestò il servizio di stratore e il giuramento di fedeltà a Innocenzo IV.
La posizione di Manfredi divenne ancor più difficile in seguito all'uccisione, da parte dei suoi uomini, di Borrello d'Anglona, un barone protetto dalla Curia pontificia. Manfredi, non ritenendosi sicuro di fronte al papa, si recò in Puglia, a Lucera, ove si trovava la truppa della colonia saracena, ivi stanziata da Federico II. Una volta assicuratasi la loro fedeltà (Manfredi fu anche in seguito chiamato Sultano di Lucera da Carlo d'Angiò, come riportato dalla Cronica di Giovanni Villani), poté arruolare un ingente esercito e muovere guerra all'esercito pontificio, che sconfisse presso Foggia.
Nel dicembre 1254 morì papa Innocenzo IV e il conflitto proseguì sotto il comando del suo successore Alessandro IV, papa assai meno energico del suo predecessore, che pronunciò una nuova scomunica nei confronti dello svevo. Al papa non riuscì l'intento di arruolare i re d'Inghilterra e di Norvegia in una crociata contro gli Hohenstaufen; anzi la guerra procedette vantaggiosamente per Manfredi, che nel corso del 1257 sbaragliò l'esercito pontificio e domò le ribellioni interne, rimanendo in saldo possesso del regno, mentre dalla Germania il giovanissimo nipote Corradino gli conferiva ripetutamente i poteri vicariali. Roma stessa divenne ghibellina sotto il controllo del senatore bolognese Brancaleone degli Andalò e il papa fu costretto (1257) a trasferire la sede pontificia a Viterbo, dove morì quattro anni dopo.
Nel 1256 Manfredi fondò Manfredonia, nei pressi dell'antica Siponto: nei progetti del regnante, Manfredonia era stata designata a fungere da capitale della Puglia ("Apuliae Caput", dove per Apuliae si intendeva in quel tempo tutto il meridione continentale) e importante centro per i traffici commerciali del Mediterraneo.
Diffusasi nel 1258, probabilmente per opera stessa di Manfredi, la voce della morte di Corradino, i prelati e i baroni del regno invitarono Manfredi a salire sul trono ed egli fu incoronato il 10 agosto nella cattedrale di Palermo, luogo per tradizione deputato alle incoronazioni e sepolture dei re di Sicilia, da Rinaldo Acquaviva, vescovo di Agrigento. Tale elezione non venne riconosciuta dal papa Alessandro IV, che ritenne pertanto Manfredi un usurpatore.
Il 2 giugno 1259 Manfredi, da poco vedovo di Beatrice di Savoia, sposò, in virtù di una serie di accordi diplomatici, con celebrazioni di grande sfarzo e solennità nel castello di Trani, Elena Ducas, figlia del despota d'Epiro Michele II e di Teodora Petralife.
Fra il 1258 e il 1260 la potenza di Manfredi, diventato ovunque capo della fazione ghibellina, si estese in tutta Italia. Il comune romano strinse un'alleanza con lui. In Toscana il partito ghibellino, capitanato dalla città di Siena, ottenne una netta vittoria nella battaglia di Montaperti il 4 settembre 1260 e assunse così il controllo di Firenze. Anche in Italia settentrionale, dopo la catastrofe di Ezzelino III da Romano (1259), i ghibellini, rimasti assai forti, fecero capo a lui. Poté nominare vicari imperiali in Toscana, nel ducato di Spoleto, nella Marca anconitana, in Romagna e in Lombardia. Il suo dominio si estese anche in Epiro, sulle terre portategli in dote dalla seconda moglie Elena Ducas; la sua potenza fu aumentata anche dal matrimonio della figlia Costanza con Pietro III d'Aragona (1262).

### L'avvento degli Angioini e la fine

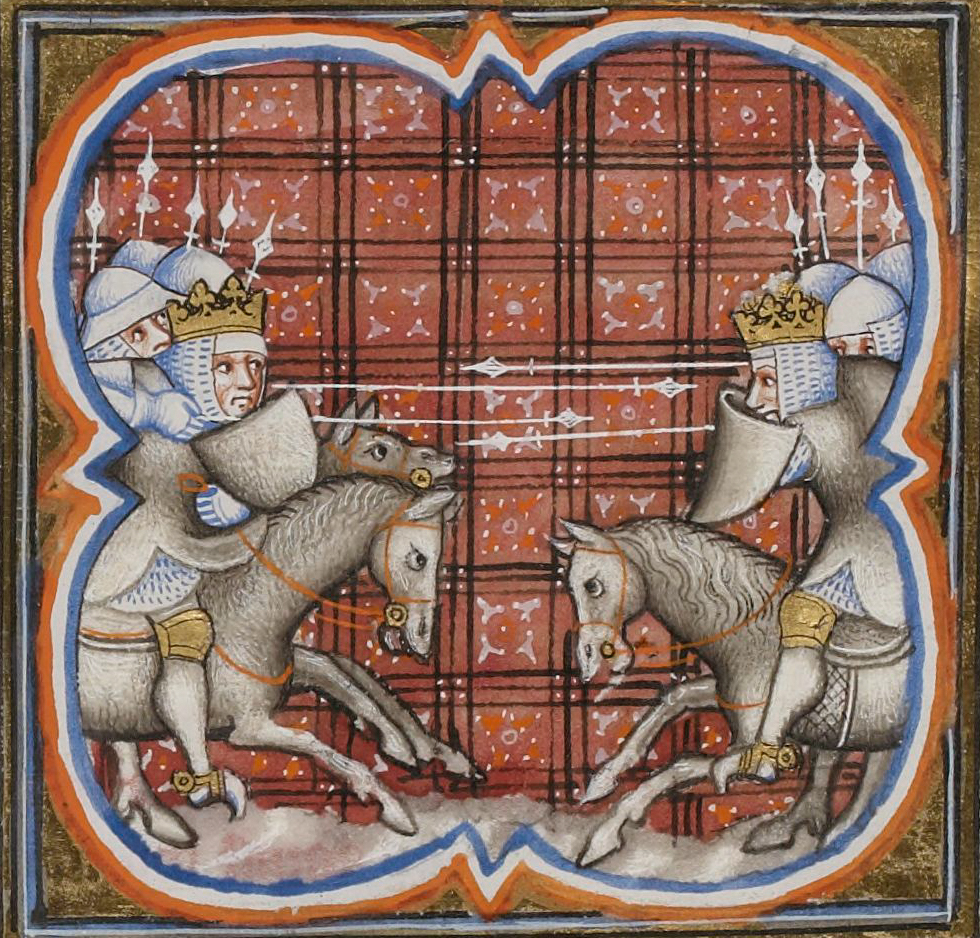
La battaglia di Benevento, miniatura da Grandes Chroniques de France (BNF, FR 2813)

Eletto al soglio pontificio nella sede di Viterbo papa Urbano IV nel 1261, il pontefice scomunicò nuovamente Manfredi e cercò di assegnare il Regno di Sicilia a un sovrano più influenzabile dal papato. Quindi, in un primo tempo, Urbano IV tentò di vendere il regno a Riccardo di Cornovaglia, che vantava anche una discendenza normanna, e poi a suo nipote Edmondo, conte di Lancaster, ma senza successo. Nel 1263 riuscì, invece, a convincere Carlo I d'Angiò, fratello del re Luigi IX di Francia e "senza terra", a prendere Sicilia e Piemonte. Lo stesso papa avrebbe incoronato Carlo come re di Sicilia l'anno successivo: i Francesi d'Angiò venivano ufficialmente chiamati in Italia per una sorta di crociata nei confronti degli Svevi. Nello stesso anno 1264 moriva Urbano IV, al quale succedeva papa Clemente IV, che proseguì la politica anti-sveva e favorì ulteriormente lo scontro per mezzo degli Angioini.
Carlo giunse a Roma per mare, nel giugno 1265, sfuggendo alla flotta siciliana. Vano riuscì l'appello rivolto da Manfredi ai romani con un manifesto (24 maggio) in cui chiedeva di essere nominato imperatore da loro, quali detentori dell'autorità imperiale. L'esercito di Carlo nel dicembre 1265 penetrò per la Savoia e il Piemonte in Lombardia, ove la parte ghibellina non riuscì a opporre sufficiente resistenza, e di là per la Romagna giunse nell'Italia centrale e a Roma, ove Carlo fu incoronato re di Sicilia il 6 gennaio 1266. Mosse, quindi, verso il Mezzogiorno e poté entrare nel regno con poca difficoltà, dopo che le truppe di Manfredi avevano ceduto sul ponte sul Garigliano nei pressi di Ceprano.
La decisiva battaglia di Benevento avvenne il 26 febbraio 1266; le milizie siciliane e saracene, insieme alle tedesche, difesero strenuamente il loro re, mentre quelle italiane abbandonarono Manfredi, che morì combattendo con disperato valore. Riconosciutone il corpo, fu seppellito sul campo di battaglia sotto un mucchio di pietre per onorarne il valore; però, mesi dopo, il suo corpo fu disseppellito e portato in processione con lume spento, come gli eretici e gli scomunicati, per venire disperso, per volontà del vescovo di Cosenza Bartolomeo Pignatelli (Dante, Purgatorio, Canto III, versi 123-131).
Successivamente, i popoli oppressi dal dominio angioino, scrive Saba Malaspina, con le lacrime agli occhi lo ricordavano così:
()

### La vicenda delle spoglie e Dante
Sette mesi dopo la morte di Manfredi, la tomba fu violata da Bartolomeo Pignatelli, vescovo di Cosenza, con il consenso di papa Clemente IV. Gli storici sono concordi nel ritenere il fatto derivante da un'iniziativa autonoma dell'arcivescovo, che nutriva per Manfredi un profondo odio personale; Clemente IV diede in realtà soltanto il proprio consenso, da Viterbo, a questa iniziativa e il corpo riesumato fu deposto o disperso, quale scomunicato, fuori dai confini del regno angioino, in un luogo tuttora sconosciuto nei pressi del Volturno, del Liri o del Garigliano.
Dante Alighieri, nel Purgatorio (canto III, vv. 103-145), lo pone tra coloro che si sono pentiti solo in fin di vita e sono stati accolti dalla "bontà infinita" ed è ricordato particolarmente per il verso 130: Or le bagna la pioggia e move il vento.
(Dante Alighieri, Divina Commedia, Purgatorio - Canto terzo, vv. 106-132)

## Matrimoni e discendenza
Manfredi ebbe due mogli.
Alla fine del 1248 sposò Beatrice di Savoia, figlia del conte Amedeo IV di Savoia e di Margherita di Borgogna, da cui ebbe una figlia:
- Costanza (1249-1302), che fu poi regina d'Aragona (1262-1285), in quanto sposa di Pietro III d'Aragona, e regina di Sicilia (1282-85), ultima della dinastia.

Il 2 giugno 1259 Manfredi, da poco vedovo di Beatrice di Savoia, sposò nel castello di Trani, Elena Ducaina, figlia del despota d'Epiro Michele II Ducas. Dall'unione nacquero quattro figli:
- Beatrice (1260 - 1307). Inizialmente imprigionata insieme alla madre e ai fratelli, fu poi liberata e data in moglie a Manfredo IV di Saluzzo.
- Federico (1261 - 1312). Nel 1266 venne catturato e imprigionato da Carlo II d'Angiò, prima a Castel del Monte e poi, dal 1299, a Castel dell'Ovo. Le condizioni di prigionia erano miserevoli: con la madre e i fratelli era tenuto al buio, incatenato e a malapena nutrito. Riuscì a fuggire e a rifugiarsi in Germania. In seguito peregrinò per le corti europee fino a morire in Egitto.
- Enrico (30 aprile 1262 - 31 ottobre 1318). Nel 1266 venne catturato e imprigionato da Carlo II d'Angiò, prima a Castel del Monte e poi, dal 1299, a Castel dell'Ovo, dove morì "affamato, pazzo e cieco". Con la sua morte, si estinse la linea maschile degli Hohenstaufen
- Enzo (o Azzolino) (1265 - 1301). Nel 1266 venne catturato e imprigionato da Carlo II d'Angiò, prima a Castel del Monte e poi, dal 1299, a Castel dell'Ovo, dove morì.

Ebbe inoltre almeno una figlia illegittima: 
- Flordelis (1266 - 27 febbraio 1297). Sposò Ranieri della Gherardesca, conte di Donoratico e Bolgheri.

## Ascendenza
|                       |   |                       | Genitori                |  |  | Nonni |  |  | Bisnonni            |  |  | Trisnonni          |  |
|                       |   |                       |                         |  |  |       |  |  | Federico Barbarossa |  |  | Federico di Svevia |  |
|                       |   |                       |                         |  |  |       |  |  | Federico Barbarossa |  |  | Federico di Svevia |  |
|                       |   | Giuditta di Baviera   |                         |  |  |       |  |  | Federico Barbarossa |  |  |                    |  |
| Enrico VI di Svevia   |   |                       |                         |  |  |       |  |  | Federico Barbarossa |  |  |                    |  |
|                       |   | Beatrice di Borgogna  | Rinaldo III di Borgogna |  |  |       |  |  |                     |  |  |                    |  |
|                       |   | Beatrice di Borgogna  | Rinaldo III di Borgogna |  |  |       |  |  |                     |  |  |                    |  |
|                       |   | Beatrice di Borgogna  | Agata di Lorena         |  |  |       |  |  |                     |  |  |                    |  |
| Federico II di Svevia |   | Beatrice di Borgogna  |                         |  |  |       |  |  |                     |  |  |                    |  |
|                       |   | Ruggero II di Sicilia | Ruggero I di Sicilia    |  |  |       |  |  |                     |  |  |                    |  |
|                       |   | Ruggero II di Sicilia | Ruggero I di Sicilia    |  |  |       |  |  |                     |  |  |                    |  |
|                       |   | Ruggero II di Sicilia | Adelasia del Vasto      |  |  |       |  |  |                     |  |  |                    |  |
| Costanza d'Altavilla  |   | Ruggero II di Sicilia |                         |  |  |       |  |  |                     |  |  |                    |  |
|                       |   | Beatrice di Rethel    | Gunther di Rethel       |  |  |       |  |  |                     |  |  |                    |  |
|                       |   | Beatrice di Rethel    | Gunther di Rethel       |  |  |       |  |  |                     |  |  |                    |  |
|                       |   | Beatrice di Rethel    | Beatrice di Namur       |  |  |       |  |  |                     |  |  |                    |  |
| Manfredi di Sicilia   |   | Beatrice di Rethel    |                         |  |  |       |  |  |                     |  |  |                    |  |
|                       | … | …                     |                         |  |  |       |  |  |                     |  |  |                    |  |
|                       | … | …                     |                         |  |  |       |  |  |                     |  |  |                    |  |
|                       | … | …                     |                         |  |  |       |  |  |                     |  |  |                    |  |
| Bonifacio I d'Agliano | … |                       |                         |  |  |       |  |  |                     |  |  |                    |  |
|                       |   | …                     | …                       |  |  |       |  |  |                     |  |  |                    |  |
|                       |   | …                     | …                       |  |  |       |  |  |                     |  |  |                    |  |
|                       |   | …                     | …                       |  |  |       |  |  |                     |  |  |                    |  |
| Bianca Lancia         |   | …                     |                         |  |  |       |  |  |                     |  |  |                    |  |
|                       |   | Manfredo I Lancia     | Guglielmo del Vasto     |  |  |       |  |  |                     |  |  |                    |  |
|                       |   | Manfredo I Lancia     | Guglielmo del Vasto     |  |  |       |  |  |                     |  |  |                    |  |
|                       |   | Manfredo I Lancia     | …                       |  |  |       |  |  |                     |  |  |                    |  |
| Bianca Lancia         |   | Manfredo I Lancia     |                         |  |  |       |  |  |                     |  |  |                    |  |
|                       |   | …                     | …                       |  |  |       |  |  |                     |  |  |                    |  |
|                       |   | …                     | …                       |  |  |       |  |  |                     |  |  |                    |  |
|                       |   | …                     | …                       |  |  |       |  |  |                     |  |  |                    |  |
|                       |   | …                     |                         |  |  |       |  |  |                     |  |  |                    |  |

## L'eredità culturale

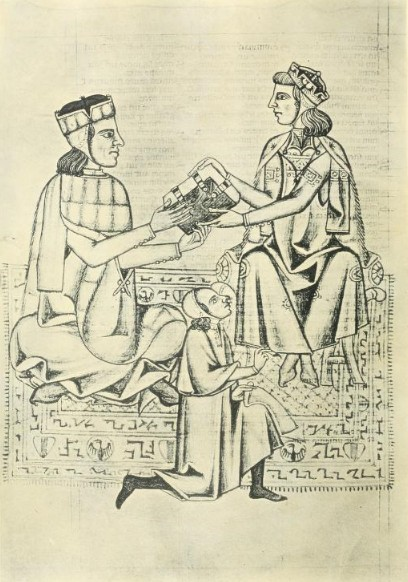
Lo scrittore Johensis consegna a re Manfredi la Bibbia

Alla corte di Federico, Manfredi ebbe probabilmente occasione di frequentare i cantori della scuola poetica siciliana e di scrivere composizioni.
Pur non potendosi paragonare al padre nel mecenatismo delle arti, Manfredi ha lasciato segni e documenti della sua liberale predisposizione nei confronti delle arti e della cultura.
La Bibbia di Manfredi è un codice miniato duecentesco scritto dall'amanuense Johensis: questa Bibbia - che presenta notevoli influssi dell'arte gotica francese e inglese - fu realizzata a Napoli per lo stesso Manfredi tra il 1250 e il 1258, come attesta la dedica al principe: essa fu di prototipo per altri codici, che si pensa siano usciti da una bottega miniatoria di Napoli attiva per la corte e per l'ambiente universitario. A questa bottega si fa riferire anche il famoso esemplare del De arte venandi cum avibus della Biblioteca Vaticana, che è una copia parziale ma splendidamente illustrata del famoso trattato di Federico II, certamente commissionata da Manfredi.

## Araldica
A Manfredi, secondo una tesi consolidata, sarebbe da attribuire l'iniziativa dell'adozione, quale stemma del Regno di Sicilia, della cosiddetta arme di Svevia-Sicilia, ovvero l'insegna d'argento all'aquila con il volo abbassato di nero, derivata dallo stemma imperiale. 
(Blasonatura)
Al riguardo, lo storico napolitano Giovanni Antonio Summonte, nella sua monumentale opera, Historia della Città e Regno di Napoli, nel descrivere l'arme adottata dal figlio dello stupor mundi, specifica:
(Giovanni Antonio Summonte, Historia della Città e Regno di Napoli, Tomo II)

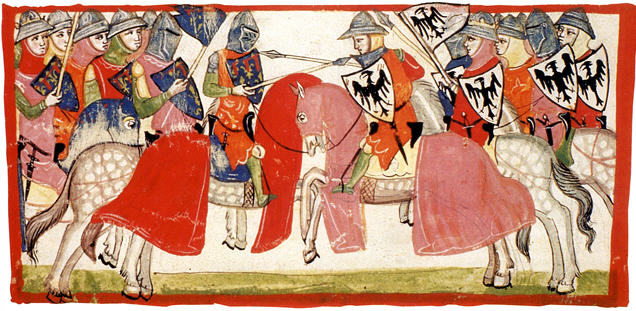
Battaglia di Benevento. Miniatura dalla Nova Cronica.

Dalle eloquenti parole del Summonte, appare chiaro, dunque, come costui attribuisca a Manfredi il mutamento di smalto e, dunque, l'introduzione del campo d'argento, in luogo dell'oro, ritenendo, di conseguenza, riconducibile a quest'ultimo (e non a lui precedente) il primato dell'adozione dell'arme di Svevia-Sicilia.
Allo stesso tempo, inoltre, il Summonte riferisce di taluni autori che, erroneamente, riportano, per il sovrano, un'insegna d'argento all'aquila di rosso, anziché di nero:
(Giovanni Antonio Summonte, Historia della Città e Regno di Napoli, Tomo II)
L'araldista italiano Goffredo di Crollalanza, invece, attribuisce a Manfredi un vessillo azzurro all'aquila d'argento. Tale insegna, se realmente adottata, potrebbe essere spiegata supponendo che essa sia stata adoperata prima della legittimazione: per cui il figlio dello stupor mundi avrebbe scelto di portare «l'aquila Staufica, ma "brisata" dalla sostituzione di nero e oro con gli smalti dell'arma materna […]».

(1258-1266) Arme di Svevia-Sicilia, introdotta o, comunque, adottata da Manfredi come Re di Sicilia.
Errata blasonatura dello stemma di Manfredi di Sicilia.
(1232-1248) Stemma di Manfredi di Sicilia, secondo Goffredo di Crollalanza.

Che l'iniziativa di fissare l'argento, in sostituzione dell'oro, per il campo dello stemma siciliano sia attribuibile a Manfredi o, invece, sia a lui precedente, appare plausibile, comunque, convenire che fu certo l'utilizzo di tale smalto, per le proprie insegne, da parte del sovrano siciliano. A tal proposito, infatti, l'araldista tedesco Erich Gritzner sostenne che «nel 1261, le bandiere di guerra di Manfredi erano di zendale bianco caricato di un'aquila nera». Ulteriori conferme, con tutti i limiti e le cautele proprie di questo genere di riscontri a fini probatori, potrebbero arrivare, inoltre, dall'iconografia legata al sovrano siciliano e, nello specifico, dalle diverse miniature della Nova Cronica, nelle quali l'arme associata a Manfredi è, a ogni sua occorrenza, d'argento all'aquila di nero.

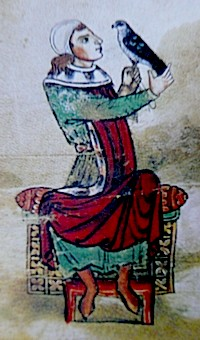
Miniatura raffigurante Manfredi (dal De arte venandi cum avibus).

Ancora nell'Historia della Città e Regno di Napoli, alla base della tavola a corredo della biografia di Manfredi, è riportata un'ulteriore e particolare arme, che, nelle pagine precedenti dell'opera, è ricondotta anche a Federico II: si tratta di uno stemma con aquila bicipite, che reca, caricato in cuore, uno scudetto, il quale, con capo troncato cuneato da parte a parte, è interzato in palo, con, nel primo terziere, tre pini o pigne male ordinate, nel secondo, tre leoni passanti, posti l'uno sull'altro, ovvero l'arme di Svevia, e, nell'ultimo, la croce di Gerusalemme.
Un'ultima insegna attribuita a Manfredi è riprodotta in una delle miniature della Chronica Majora, importante manoscritto medievale del monaco benedettino e cronista inglese Matthew Paris. Anche in questo caso, lo stemma è caratterizzato da un'aquila bicipite in campo d'oro, ma, caricata sul tutto, è posta una fascia d'argento. La presenza di quest'ultima pezza onorevole, commenta Angelo Scordo, è «a dir poco misteriosa», sebbene, sulla scorta del fatto storico descritto dal Paris, potrebbe essere ipotizzabile che tale brisura stia a ricordare l'atto d'omaggio di cui fu tributato Manfredi dai nobili di Puglia nel 1254 e il sostegno ricevuto nella lotta contro il Papato.
(Blasonatura)

Stemma associato a Manfredi, nella tavola raffigurante il sovrano, nell'Historia della Città e Regno di Napoli.
Stemma attribuito a Manfredi, nella Chronica Majora.